# Eslovènia al Festival de la Cançó d'Eurovisió
Eslovènia ha participat en el Festival de la Cançó d'Eurovisió des del seu debut en 1993. Des de llavors, el país només ha faltat en dues ocasions: en 1994 i en l'edició del 2000.
El país mai no ha guanyat el Festival. De fet, el seu millor resultat al concurs és un setè lloc, aconseguit en 1995 amb Darja Švajger, i en 2001 amb Nuša Derenda. L'altre únic resultat dins del TOP-10 d'una final va ser la desena posició de Tanja Ribič en 1997. Des de la introducció de les semifinals en 2004, Eslovènia no es va classificar per a la final en deu ocasions, però sí que ho va aconseguir en 2007, 2011, 2014, 2015 i 2018.

## Història
Abans de 1993, Eslovènia va participar en el Festival d'Eurovisió com a part de Iugoslàvia els anys 1966, 1967, 1970 i 1975.
El festival el retransmet Radiotelevizija Slovenija (RTVSLO) per a tot el país. El procés habitual de selecció de l'intèrpret és una gala televisada anomenada Evrovizijska Melodija (EMA).
Com s'ha indicat prèviament, la seva millor posició han estat dos setens llocs en 1995 i 2001.
L'any 2008, els eslovens van apostar per una de les cantants més famoses al seu país, Rebeka Dremelj, que va estar molt prop d'aconseguir passar a la final. En 2009 i 2010, van tornar a obtenir mals resultats en semifinals, on van aconseguir sengles setzens llocs en la semifinal dels dos anys.
Maja Keuc va ser la representant triada per a l'edició de 2011, amb «Vanilija». Abans que el festival tingués lloc, es va decidir que el tema s'interpretés en anglès i no en eslovè. Per tant, el títol de la cançó va passar a ser «No One». Amb ella es va classificar per a la final per primera vegada en quatre anys després d'obtenir el tercer lloc en la semifinal, amb 112 punts. En la final rebria 96 punts, la qual cosa la va col·locar en tretzè lloc. El televot li va atorgar el vint-i-dosè lloc; el jurat, més benèvol, li va concedir la quarta posició.
Malgrat el bon resultat de 2011, en 2012 i 2013 van tornar els pobres resultats: el país va quedar eliminat en semifinals en penúltim i últim lloc, respectivament.
En 2014, Tinkara Kovač, amb el seu tema «Spet (Round and round)» es va classificar a una final, en la qual va quedar penúltima amb 9 punts, és a dir, el pitjor resultat aconseguit en una final per l'Estat eslovè.
En l'edició de 2015 va ser seleccionat el grup Maraaya amb el tema «Here For You», amb la van aconseguir el cinquè lloc en la semifinal, amb 92 punts, i el catorzè en la final.
En 2016, la cantant ManuElla guanyaria l'EMA amb «Blue and Red», que finalment no va aconseguir passar a la final, en acabar a la catorzena plaça en la seva semifinal, amb 57 punts.
Tampoc va aconseguir passar en 2017, quan Omar Naber, que ja havia representat el país en 2005, va obtenir la dissetena posició en la seva semifinal amb «On My Way». Un any després, Lea Sirk va córrer millor sort amb «Hvala, ne!», encara que va quedar 22a amb 64 punts en la final. En 2019, Zala Kralj i Gašper Šantl també es van classificar amb «Sebi» i van quedar en 15a posició amb 105 punts.

## Participacions
Llegenda
| Any                         | Seu         | Artista                       | Cançó                           | Final                | Punts                | Semifinal                 | Punts                     |
| --------------------------- | ----------- | ----------------------------- | ------------------------------- | -------------------- | -------------------- | ------------------------- | ------------------------- |
| 1993                        | Millstreet  | 1X Band                       | «Tih deževen dan»               | 22                   | 9                    | 1                         | 54                        |
| No hi va participar en 1994 |             |                               |                                 |                      |                      |                           |                           |
| 1995                        | Dublín      | Darja Švajger                 | «Prisluhni mi»                  | 7                    | 84                   | No va haver-hi semifinals | No va haver-hi semifinals |
| 1996                        | Oslo        | Regina                        | «Dan najlepših sanj»            | 21                   | 16                   | 20                        | 30                        |
| 1997                        | Dublín      | Tanja Ribič                   | «Zbudi se»                      | 10                   | 60                   | No va haver-hi semifinals | No va haver-hi semifinals |
| 1998                        | Birmingham  | Vili Resnik                   | «Naj bogovi slišijo»            | 18                   | 17                   | No va haver-hi semifinals | No va haver-hi semifinals |
| 1999                        | Jerusalem   | Darja Švajger                 | «For a thousand years»          | 11                   | 50                   | No va haver-hi semifinals | No va haver-hi semifinals |
| No hi va participar en 2000 |             |                               |                                 |                      |                      |                           |                           |
| 2001                        | Copenhaguen | Nuša Derenda                  | «Energy»                        | 7                    | 70                   | No va haver-hi semifinals | No va haver-hi semifinals |
| 2002                        | Tallinn     | Sestre                        | «Samo ljubezen»                 | 14                   | 33                   | No va haver-hi semifinals | No va haver-hi semifinals |
| 2003                        | Riga        | Karmen Stavec                 | «Nanana»                        | 23                   | 7                    | No va haver-hi semifinals | No va haver-hi semifinals |
| 2004                        | Istanbul    | Platin                        | «Stay forever»                  | No es va classificar | No es va classificar | 21                        | 5                         |
| 2005                        | Kíev        | Omar Naber                    | «Stop»                          | No es va classificar | No es va classificar | 12                        | 69                        |
| 2006                        | Atenes      | Anžej Dežan                   | «Mr nobody»                     | No es va classificar | No es va classificar | 16                        | 49                        |
| 2007                        | Hèlsinki    | Alenka Gotar                  | «Cvet z juga»                   | 15                   | 66                   | 7                         | 140                       |
| 2008                        | Belgrad     | Rebeka Dremelj                | «Vrag naj vzame»                | No es va classificar | No es va classificar | 11                        | 36                        |
| 2009                        | Moscou      | Quartissimo & Martina Majerle | «Love symphony»                 | No es va classificar | No es va classificar | 16                        | 14                        |
| 2010                        | Oslo        | Roka Žlindre i Kalamari       | «Narodnozabavni rock»           | No es va classificar | No es va classificar | 16                        | 6                         |
| 2011                        | Düsseldorf  | Maja Keuc                     | «No one»                        | 13                   | 96                   | 3                         | 112                       |
| 2012                        | Bakú        | Eva Boto                      | «Verjamem»                      | No es va classificar | No es va classificar | 17                        | 31                        |
| 2013                        | Malmö       | Hannah Mancini                | «Straight into love»            | No es va classificar | No es va classificar | 16                        | 8                         |
| 2014                        | Copenhaguen | Tinkara Kovač                 | «Round and round»               | 25                   | 9                    | 10                        | 52                        |
| 2015                        | Viena       | Maraaya                       | «Here for you»                  | 14                   | 39                   | 5                         | 92                        |
| 2016                        | Estocolm    | ManuElla                      | «Blue and Red»                  | No es va classificar | No es va classificar | 14                        | 57                        |
| 2017                        | Kíev        | Omar Naber                    | «On My Way»                     | No es va classificar | No es va classificar | 17                        | 36                        |
| 2018                        | Lisboa      | Lea Sirk                      | «Hvala, ne!»                    | 22                   | 64                   | 8                         | 132                       |
| 2019                        | Tel-Aviv    | Zala Kralj & Gašper Šantl     | «Sebi»                          | 15                   | 105                  | 6                         | 167                       |
| 2020                        | Rotterdam   | Ana Soklič                    | «Voda»                          | Festival cancel·lat  | Festival cancel·lat  | Festival cancel·lat       | Festival cancel·lat       |
| 2021                        | Rotterdam   | Ana Soklič                    | «Amen»                          | No es va classificar | No es va classificar | 13                        | 44                        |
| 2022                        | Torí        | LPS                           | «Disko»                         | No es va classificar | No es va classificar | 17                        | 15                        |
| 2023                        | Liverpool   | Joker Out                     | «Carpe Diem»                    | 21                   | 78                   | 5                         | 103                       |
| 2024                        | Malmö       | Raiven                        | «Veronika»                      | 23                   | 27                   | 9                         | 51                        |
| 2025                        | Basilea     | Klemen Slakonja               | «How Much Time Do We Have Left» | No es va classificar | No es va classificar | 14                        | 23                        |

## Votació d'Eslovènia
Fins a 2019, la votació d'Eslovènia ha estat:
| Més punts atorgats només en la gran final | Més punts atorgats només en la gran final | Més punts atorgats només en la gran final |
| Pos.                                      | País                                      | Punts                                     |
| ----------------------------------------- | ----------------------------------------- | ----------------------------------------- |
| 1                                         | Croàcia                                   | 125                                       |
| 2                                         | Suècia                                    | 117                                       |
| 3                                         | Bòsnia i Hercegovina                      | 100                                       |
| 4                                         | Sèrbia                                    | 99                                        |
| 5                                         | Dinamarca                                 | 81                                        |

| Més punts atorgats en semifinals i final | Més punts atorgats en semifinals i final | Més punts atorgats en semifinals i final |
| Pos.                                     | País                                     | Punts                                    |
| ---------------------------------------- | ---------------------------------------- | ---------------------------------------- |
| 1                                        | Sèrbia                                   | 185                                      |
| 2                                        | Croàcia                                  | 184                                      |
| 3                                        | Suècia                                   | 177                                      |
| 4                                        | Bòsnia i Hercegovina                     | 151                                      |
| 5                                        | Dinamarca                                | 122                                      |

| Més punts rebuts només en la final | Més punts rebuts només en la final | Més punts rebuts només en la final |
| Pos.                               | País                               | Punts                              |
| ---------------------------------- | ---------------------------------- | ---------------------------------- |
| 1                                  | Croàcia                            | 81                                 |
| 2                                  | Bòsnia i Hercegovina               | 61                                 |
| 3                                  | Sèrbia                             | 38                                 |
| 4                                  | Rússia                             | 35                                 |
| 5                                  | Macedònia del Nord                 | 33                                 |

| Més punts rebuts en semifinals i final | Més punts rebuts en semifinals i final | Més punts rebuts en semifinals i final |
| Pos.                                   | País                                   | Punts                                  |
| -------------------------------------- | -------------------------------------- | -------------------------------------- |
| 1                                      | Croàcia                                | 135                                    |
| 2                                      | Bòsnia i Hercegovina                   | 110                                    |
| 3                                      | Sèrbia                                 | 97                                     |
| 4                                      | Montenegro                             | 91                                     |
| 5                                      | Polònia                                | 83                                     |

## 12 punts
- Eslovènia ha donat 12 punts a:

### Final (1993 - 2003)
| Any                         | País                        | Any  | País    | Any                         | País                        | Any  | País    |
| --------------------------- | --------------------------- | ---- | ------- | --------------------------- | --------------------------- | ---- | ------- |
| 1993                        | Irlanda                     | 1996 | Irlanda | 1999                        | Croàcia                     | 2002 | Croàcia |
| No hi va participar en 1994 | No hi va participar en 1994 | 1997 | Rússia  | No hi va participar en 2000 | No hi va participar en 2000 | 2003 | Rússia  |
| 1995                        | Croàcia                     | 1998 | Croàcia | 2001                        | Estònia                     |      |         |

| Any  | País                 | Any  | País                 |
| ---- | -------------------- | ---- | -------------------- |
| 2004 | Sèrbia i Montenegro  | 2010 | Croàcia              |
| 2005 | Croàcia              | 2011 | Bòsnia i Hercegovina |
| 2006 | Bòsnia i Hercegovina | 2012 | Sèrbia               |
| 2007 | Sèrbia               | 2013 | Ucraïna              |
| 2008 | Bòsnia i Hercegovina | 2014 | A.R.I. de Macedònia  |
| 2009 | Sèrbia               | 2015 | Suècia               |

| Any  | Jurat           | Televot  |
| ---- | --------------- | -------- |
| 2016 | Bèlgica         | Sèrbia   |
| 2017 | Austràlia       | Portugal |
| 2018 | Suècia          | Sèrbia   |
| 2019 | República Txeca | Sèrbia   |
| 2021 |                 |          |

| Any  | País                 | Any  | País                 |
| ---- | -------------------- | ---- | -------------------- |
| 2004 | Sèrbia i Montenegro  | 2010 | Dinamarca            |
| 2005 | Croàcia              | 2011 | Bòsnia i Hercegovina |
| 2006 | Bòsnia i Hercegovina | 2012 | Sèrbia               |
| 2007 | Sèrbia               | 2013 | Dinamarca            |
| 2008 | Sèrbia               | 2014 | Àustria              |
| 2009 | Noruega              | 2015 | Suècia               |

| Any  | Jurat           | Televot            |
| ---- | --------------- | ------------------ |
| 2016 | Ucraïna         | Sèrbia             |
| 2017 | Portugal        | Croàcia            |
| 2018 | Suècia          | Sèrbia             |
| 2019 | República Txeca | Macedònia del Nord |
| 2021 |                 |                    |

## Galeria d'imatges

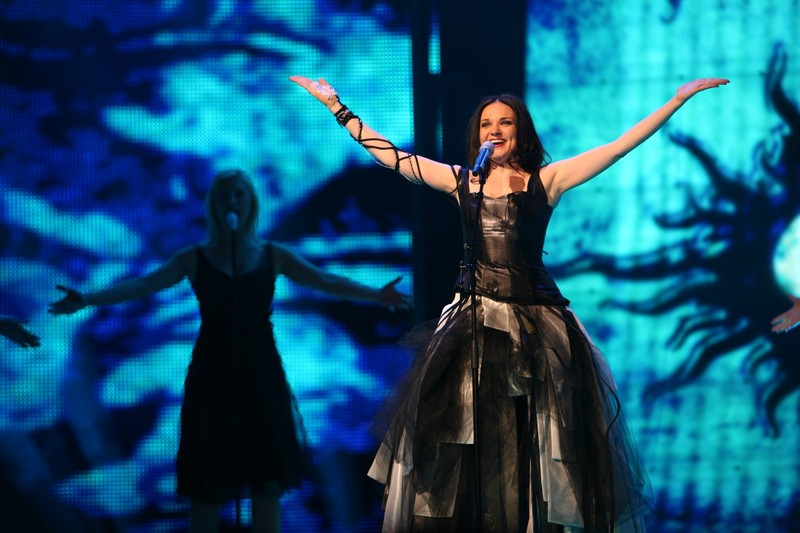
Alenka Gotar a Hèlsinki (2007)
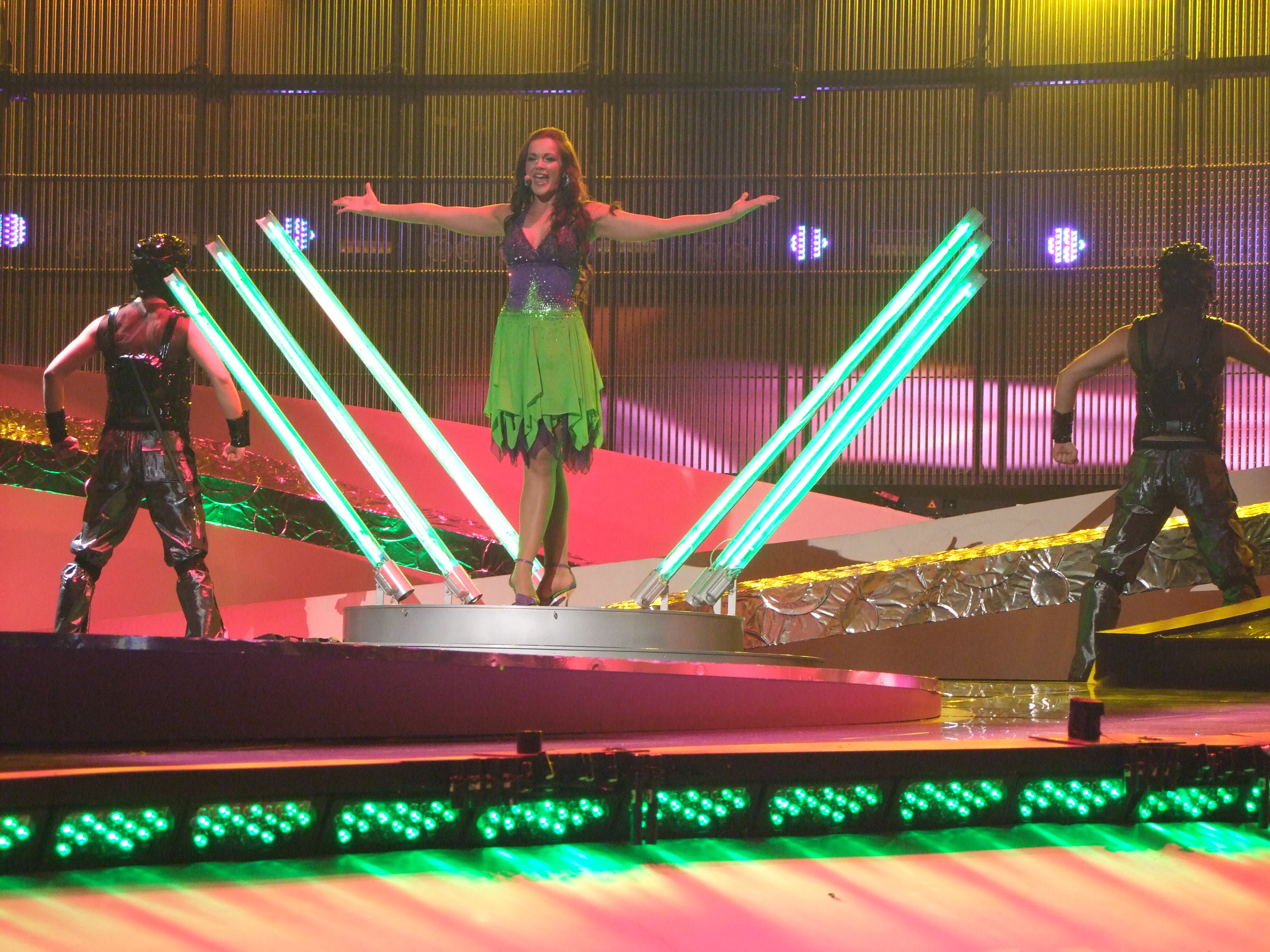
Rebeka Dremelj a Belgrad (2008)
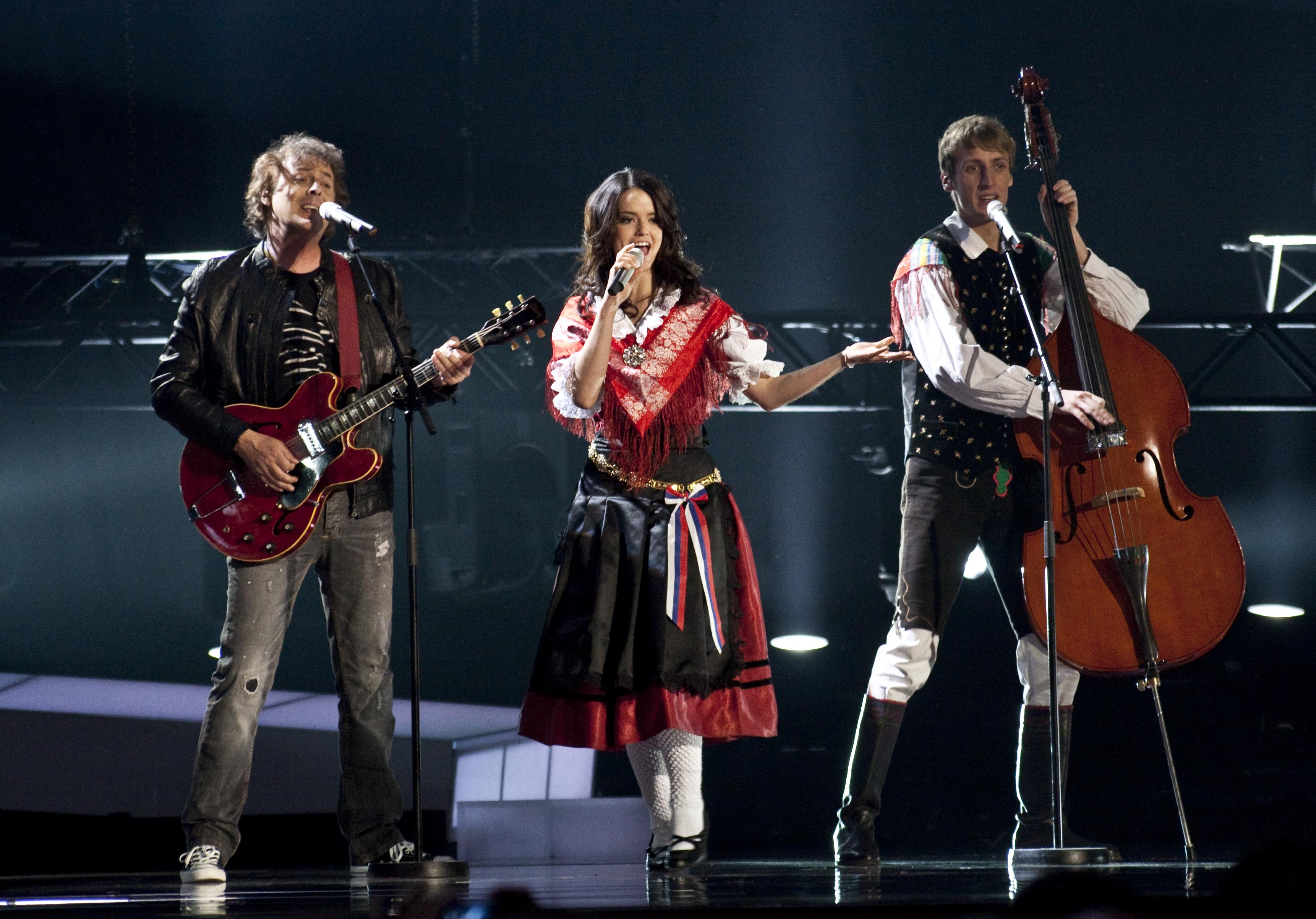
Ansambel Roka Žlindre i Kalamari a Oslo (2010)
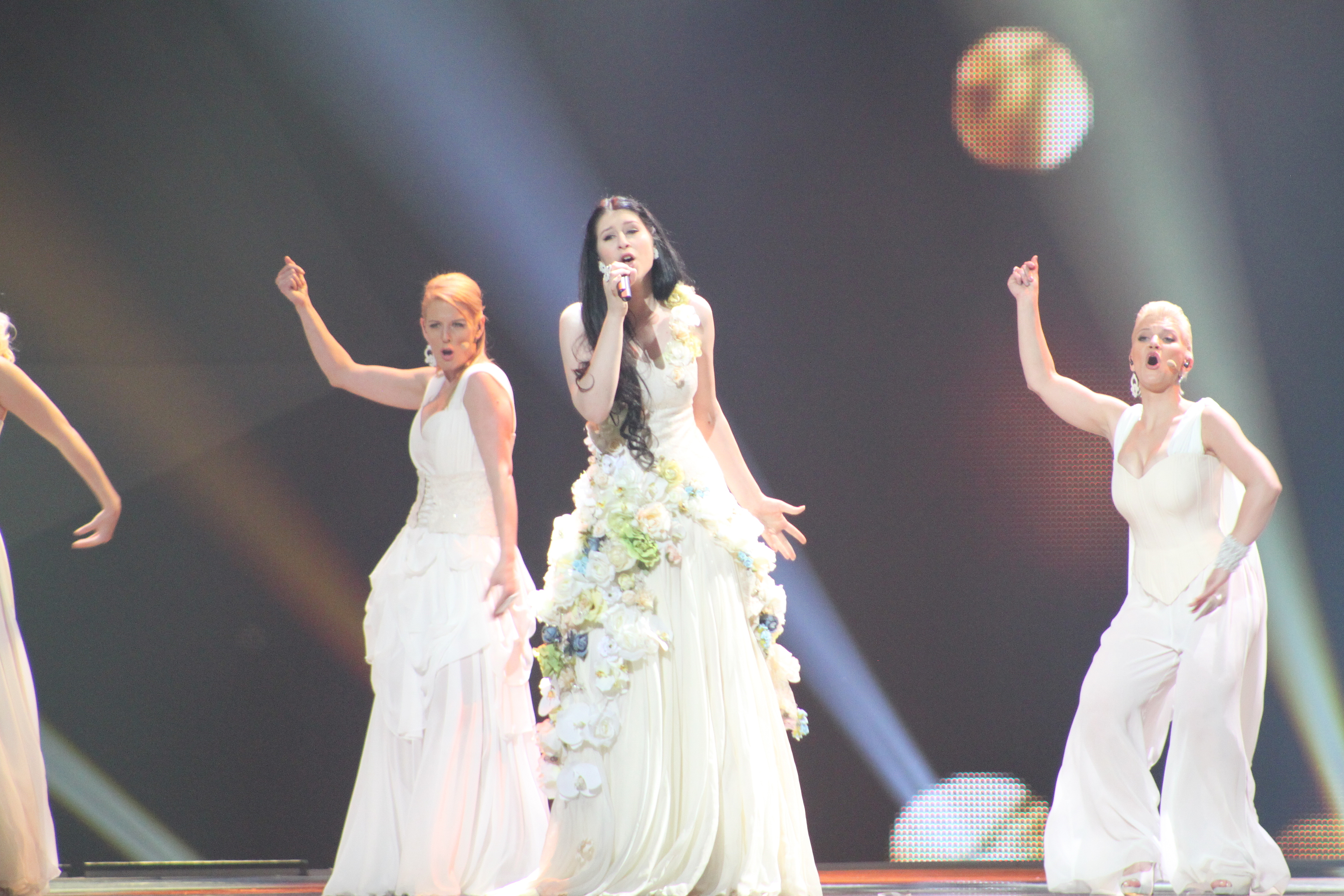
Eva Boto a Bakú (2012)
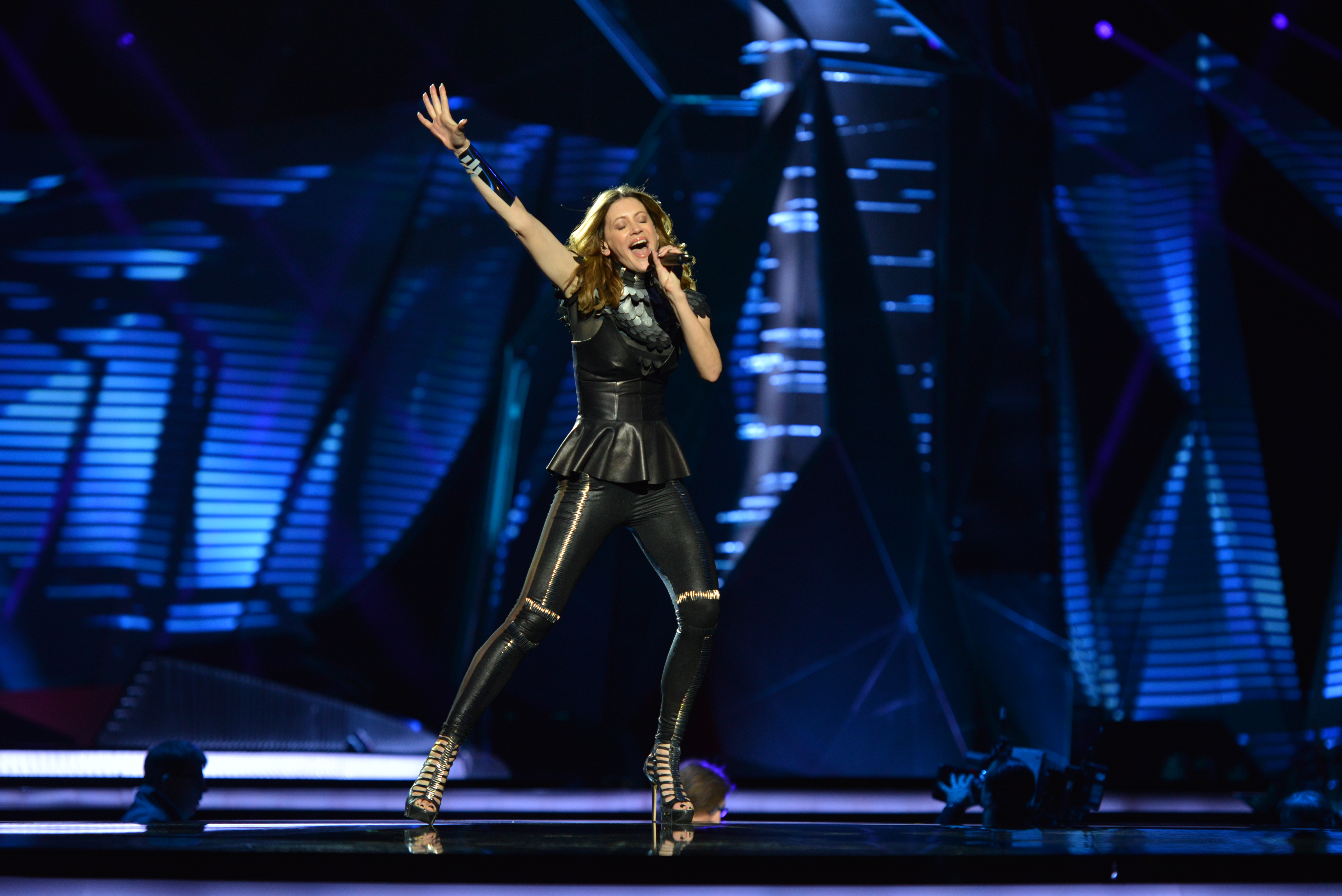
Hannah Mancini a Malmö (2013)
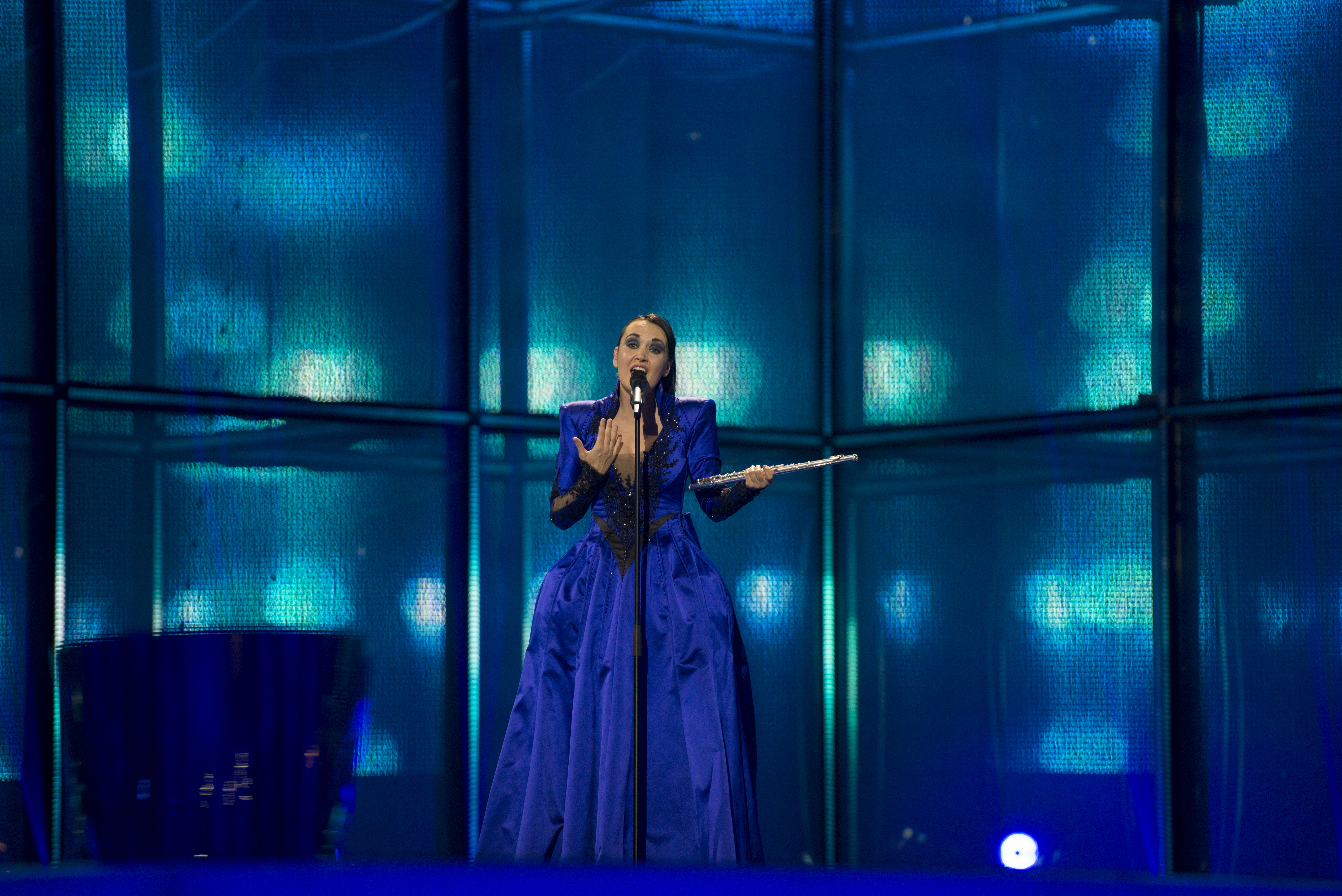
Tinkara Kovač a Copenhaguen (2014)
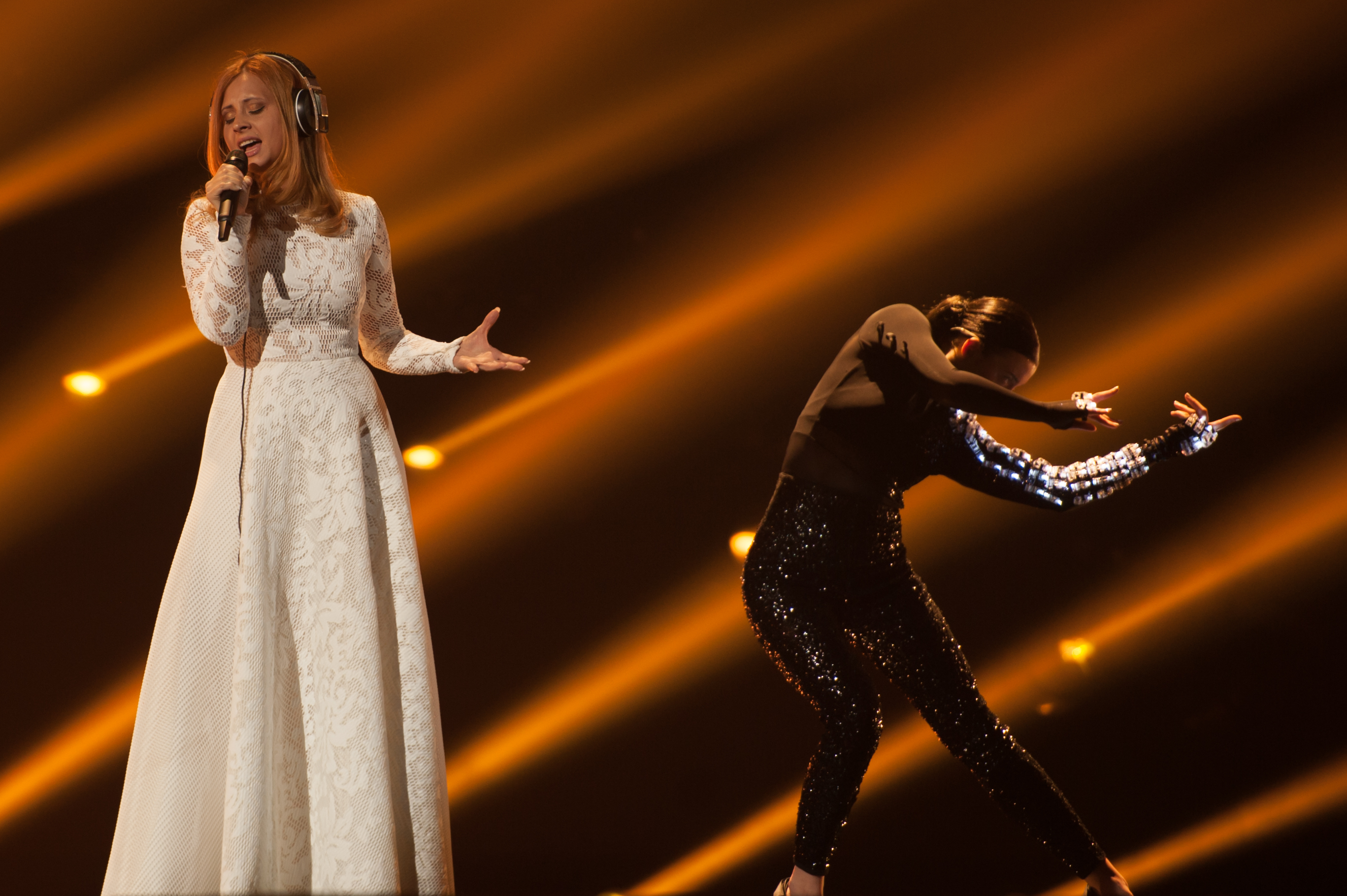
Maraaya a Viena (2015)
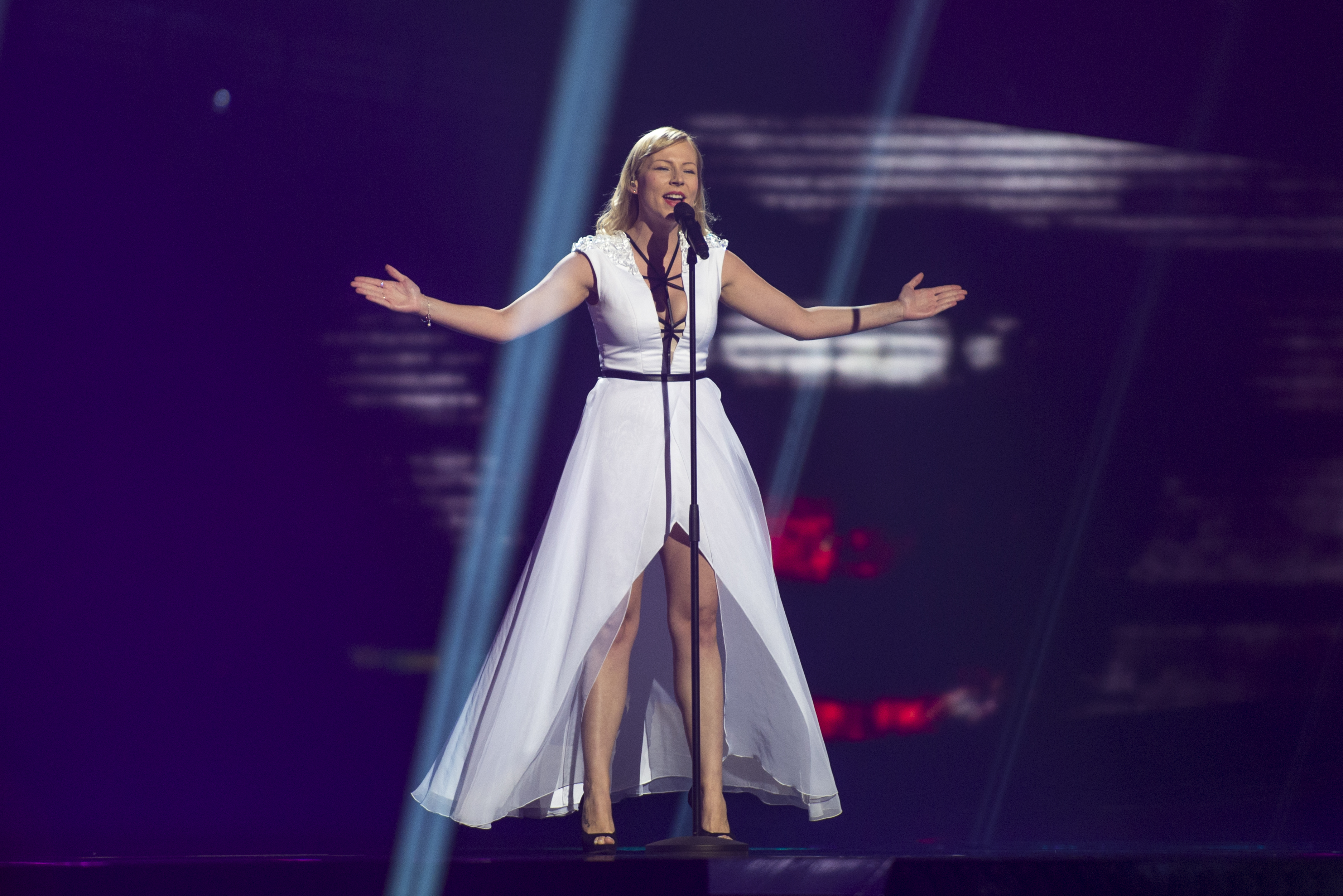
ManuElla a Estocolm (2016)
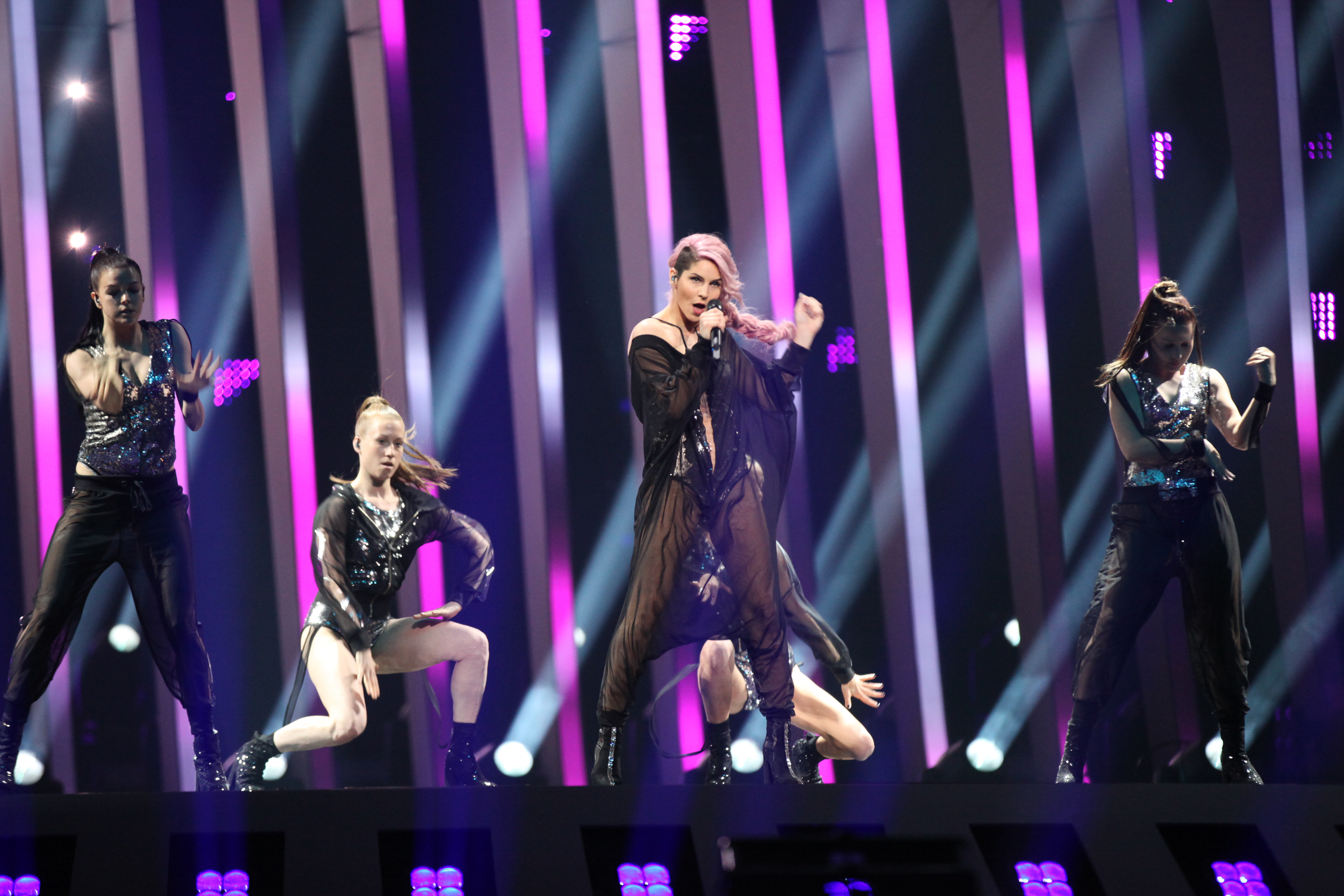
Lea Sirk a Lisboa (2018)
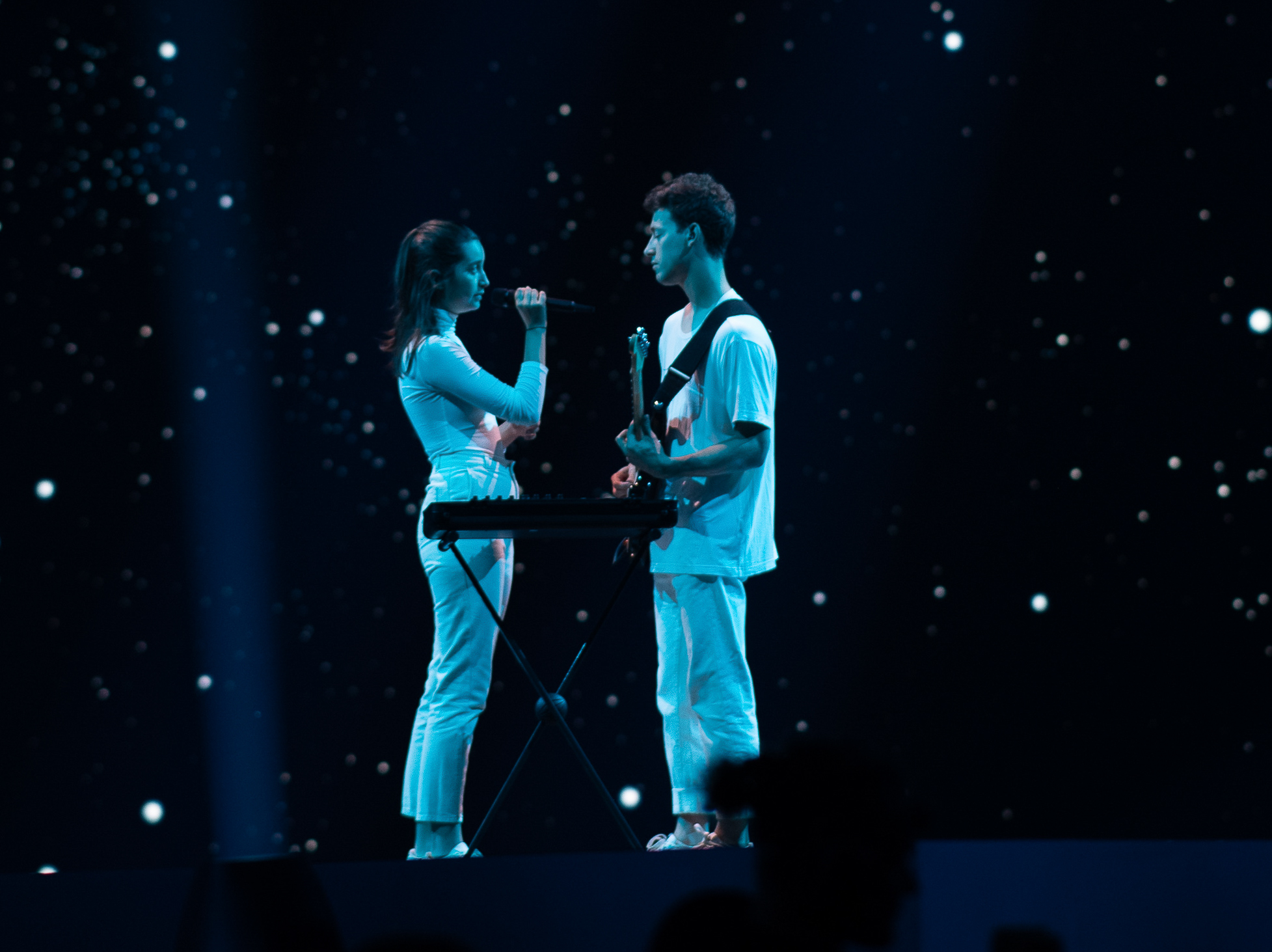
Zala Kralj & Gašper Šantl a Tel-Aviv (2019)